# ヘルムース・オバタ・カッサバウム

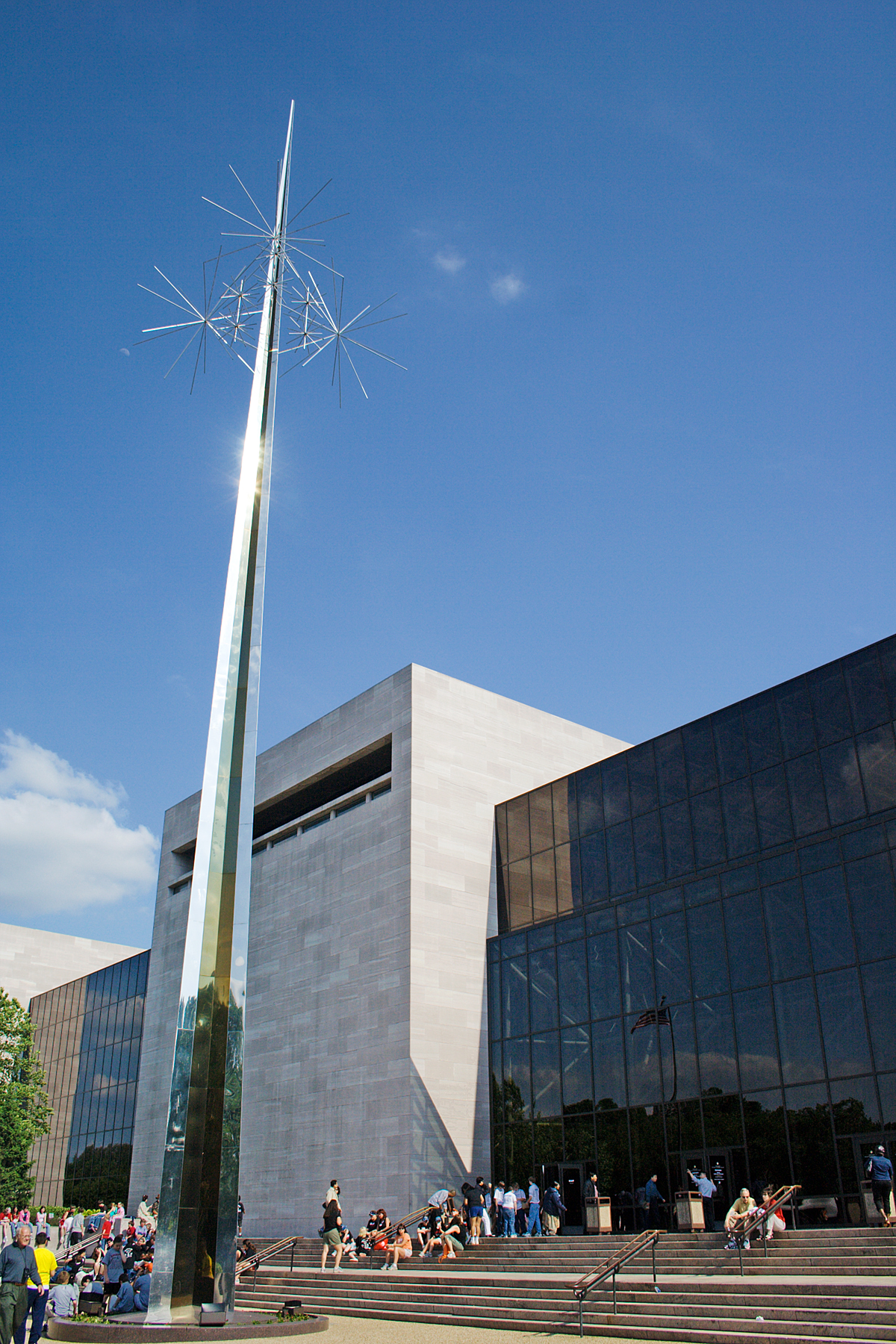
国立航空宇宙博物館（アメリカ合衆国、ワシントンD.C.）

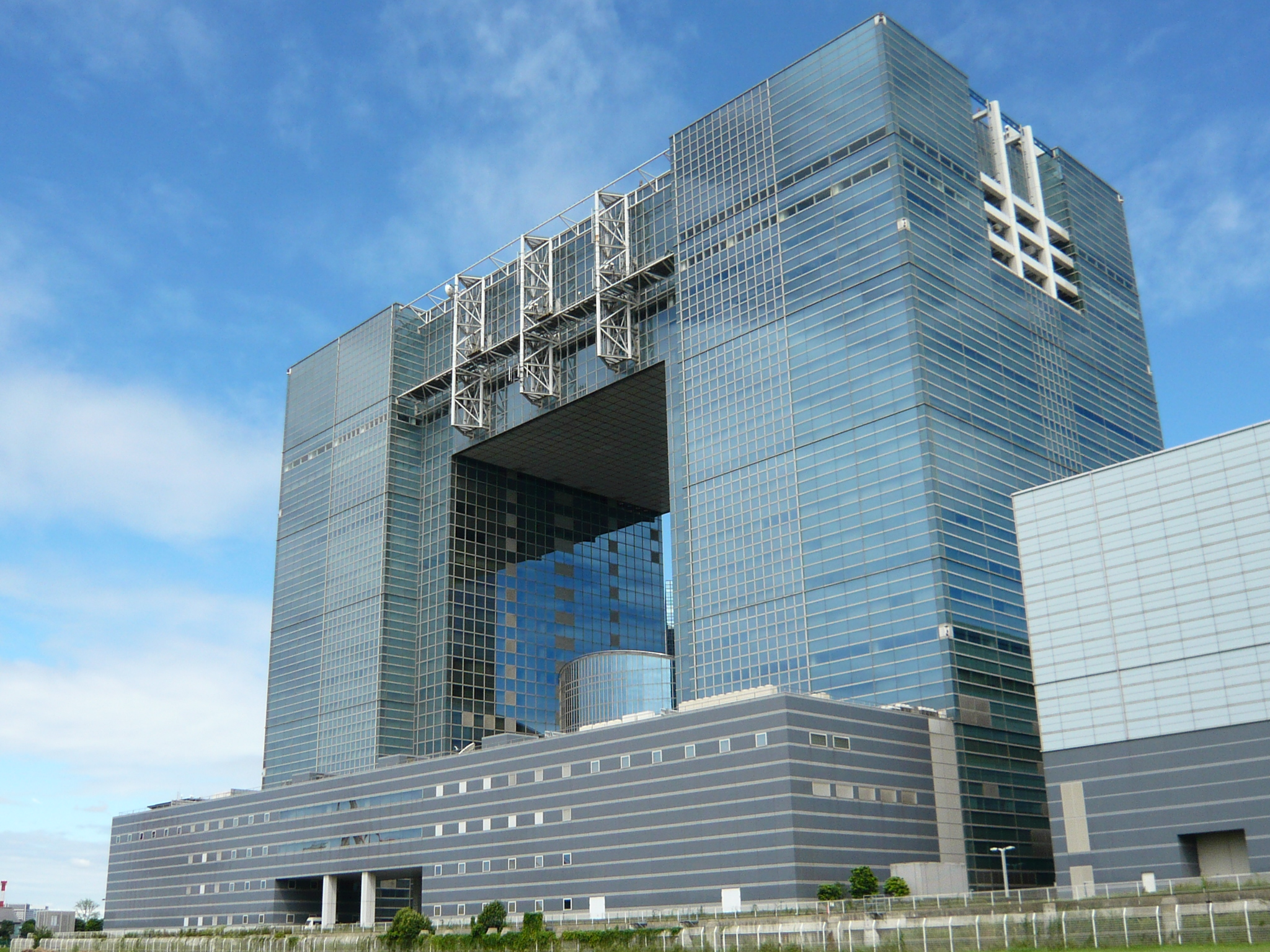
テレコムセンター（日本、東京都江東区）

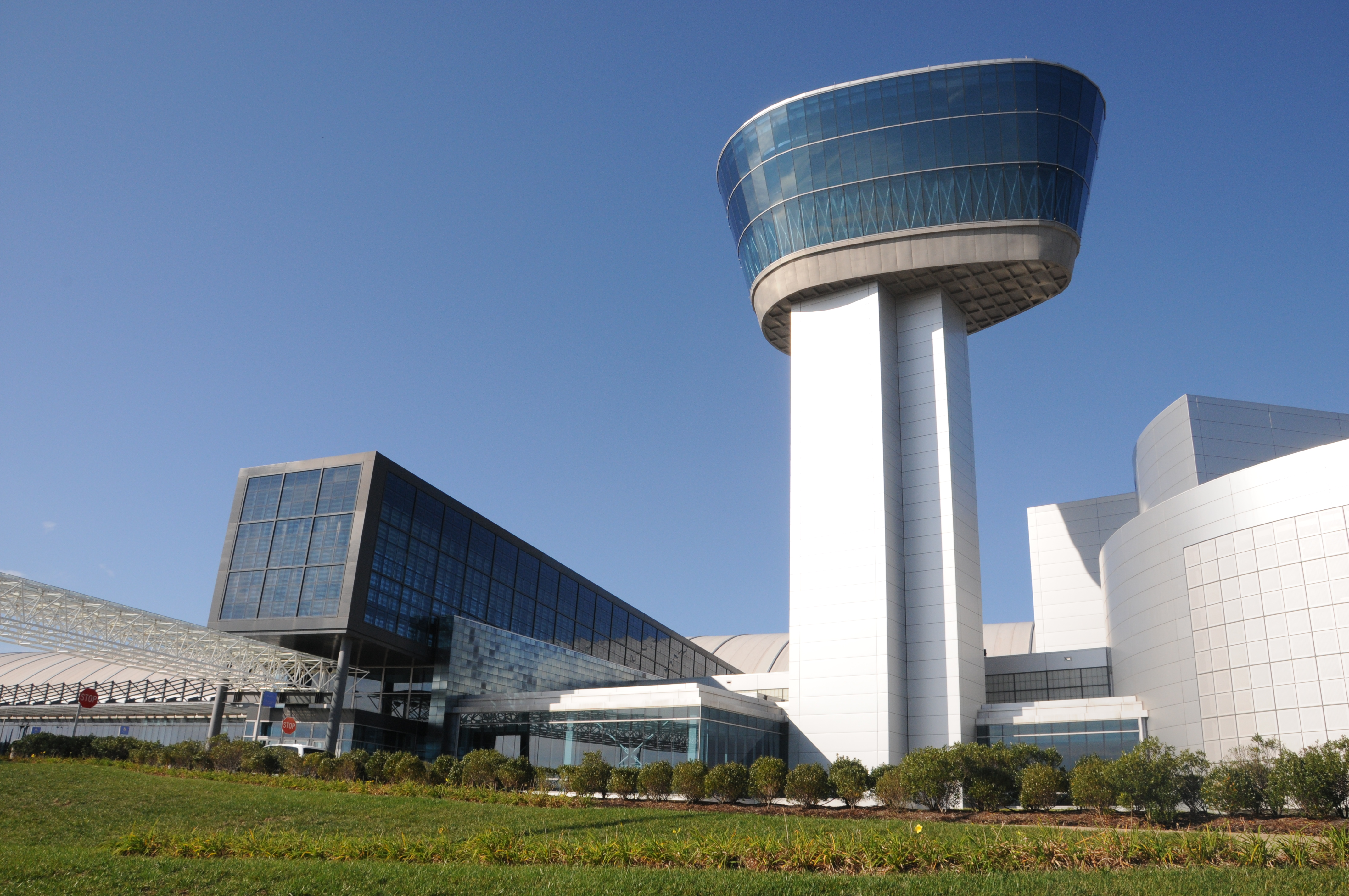
国立航空宇宙博物館スティーブン・F・ウドバー・ヘイジー・センター（アメリカ合衆国、バージニア州）

ヘルムース・オバタ・カッサバウム(Hellmuth, Obata and Kassabaum 略称：HOK）は、アメリカ合衆国の組織系建築設計事務所。世界で4番目に大きな建築設計事務所である。

## 歴史
1955年にビル・ジョージ・ヘルムース、ギョウ・オバタ、ジョージ・カッサバウムの3人の創立者とスタッフ26名によりミズーリ州セントルイスで創立された。事務所名は3人の共創設立者の苗字からつけられた。3人ともセントルイス・ワシントン大学出身である。
その後、コウディル・ロウレット・スコット建築設計事務所(CRS)などを吸収合併し、2009年現在、世界中に24のオフィスがあり、2000名以上の専門的なスタッフが働いている。
スポーツ施設やコンベンション施設専門の設計部門はHOK Sport Venue Eventとして活動してきたが、2009年に独立してPOPULOUSとなった。

## 事務所
- 北米 - アトランタ、シカゴ、ダラス、デンバー、ヒューストン、ロサンジェルス、マイアミ、ニューヨーク、サンフランシスコ、セントルイス、タンパ、ワシントンD.C.、カルガリー、オタワ、トロント、バンクーバー、メキシコシティ
- アジア - 北京、上海、香港、ホーチミン、シンガポール
- 中東 - ドバイ
- ヨーロッパ - ロンドン、HOK Euronet （アムステルダム、ブリュッセル、マドリッド、ミラノ、パリ、ローマ）

## 代表作
- プライオリー礼拝堂 - アメリカ合衆国ミズーリ州セントルイス、1962年
- ヒューストン・ガレリア - アメリカ合衆国テキサス州ヒューストン、1970年
- ダラス・フォートワース国際空港 - アメリカ合衆国テキサス州ダラス・フォートワース、1968年-1972年、
- ワン・オックスフォード・センター、アメリカ合衆国ペンシルベニア州ピッツバーグ
- キングサウド大学 - サウジアラビア・リヤド、1975年
- 国立航空宇宙博物館 - アメリカ合衆国ワシントンD.C.、1976年
- スタンフォード大学セシル・H・グリーン図書館 - アメリカ合衆国カリフォルニア州パロアルト、1979年
- メトロポリタン・スクエア - アメリカ合衆国ミズーリ州セントルイス、1981年
- キング・ハーリド国際空港 - サウジアラビア・リヤド、1983年
- リーバイス・プラザ - アメリカ合衆国カリフォルニア州サンフランシスコ、1982年（ハワード・フリードマン、ローレンス・ハルプリンらと）
- セントルイス・ユニオン駅再開発 - アメリカ合衆国ミズーリ州セントルイス、1985年
- BPビル、アメリカ合衆国オハイオ州、1986年
- コカコーラ・フィールド（元パイロット･フィールド） - アメリカ合衆国ニューヨーク州バッファロー、1988年
- 801グランド - アメリカ合衆国アイオワ州デモイン、1991年
- オリオール・パーク・アット・カムデン・ヤーズ - アメリカ合衆国メリーランド州ボルチモア、1992年
- AppleR&Dキャンパス - アメリカ合衆国カリフォルニア州クパチーノ、1993年
- インディペンデンス寺院 - アメリカ合衆国ミズーリ州インディペンデンス、1994年
- テレコムセンター - 東京都江東区青海、1995年（日総建・HOK設計共同企業体）
- 高雄85ビル - 台湾・高雄市、1996年
- 外務英連邦省改修 - 英国・ロンドン、1997年
- ノースウエスタン記念病院 施設再配置と再開発 - アメリカ合衆国イリノイ州シカゴ、1999年（共同設計）
- 福岡空港新国際線旅客ターミナルビル・国際線航空旅客取扱施設 - 福岡県福岡市、1999年（梓・MHS・HOK・三島設計JV）
- エディフィシオ・マレコン・オフィスタワー - アルゼンチン・ブエノスアイレス、1999年
- アムステルダム旅客ターミナル - オランダ・アムステルダム、2000年
- ショッパーズモールマリナタウン - 福岡県福岡市、2000年
- ショッパーズモール泉佐野 - 大阪府泉佐野市、2000年
- アメリカ合衆国環境保護庁研究センター - アメリカ合衆国ノースカロライナ州リサーチトライアングルパーク、2001年
- ロンドン自然史博物館ダーウィン・センター - 英国・ロンドン、2002年
- アルフレッド・A・アーラージ・アメリカ連邦裁判所 - アメリカ合衆国コロラド州デンバー、2002年
- 国立航空宇宙博物館スティーブン・F・ウドバー・ヘイジー・センター - アメリカ合衆国バージニア州フェアファクス郡、2003年
- シスコシステムズ・エグゼキュティブ・ブリーフィング・センターのインテリアデザイン - アメリカ合衆国カリフォルニア州サンノゼ、2005年
- ジェネラル・エドワード・ローレンス・ローガン国際空港ターミナルA  - アメリカ合衆国マサチューセッツ州ボストン、2005年（空港施設初のLEED取得）
- 中部国際空港（セントレア）ターミナルビル - 愛知県常滑市、2005年（梓設計・日建設計・アラップらと）
- オーバル・リンゴット - イタリア・トリノ・リンゴット、2005年（トリノオリンピックのスピードスケート会場）
- Lavasa Hill Station マスタープラン及びデザインガイドライン - インド・マハーラーシュトラ州プネー・モスバレー、2006年
- アディロンダック国立歴史博物館 (The Wild Center) - アメリカ合衆国ニューヨーク州タッパーレイク、2006年
- SJバーウィン法律事務所欧州本社（SJ Berwin European Headquarters）インテリアデザイン - 英国・ロンドン、2006年
- ドバイマリーナ - アラブ首長国連邦ドバイ、2007年
- インディアナポリス国際空港ミッドフィールドターミナル - アメリカ合衆国インディアナ州インディアナポリス、2008年（マスターデザイン）
- ドーハシティセンター - カタール・ドーハ、2009年（中東部大規模商業地開発内の5つの高層ホテルの設計）
- アブドラ王立科学技術大学(KAUST) - サウジアラビア・スワル、2009年
- アバイア・スタジアム - アメリカ合衆国カリフォルニア州サンノゼ、2015年